# Monti Ausoni
I Monti Ausoni sono un gruppo montuoso dell'Italia centrale, appartenente all'Antiappennino laziale, contenuto interamente nel Lazio meridionale, che costituisce il settore centrale della catena dei Monti Volsci.

## Territorio
Confinano con i Monti Lepini a nord ed i Monti Aurunci a sud. Sono compresi tra le province di Latina e di Frosinone.
I monti sono di formazione calcarea e in diverse zone presentano fenomeni di natura carsica. Nel comprensorio dei Monti Ausoni, tra Pastena e Falvaterra, si trovano le omonime grotte (grotte di Pastena e grotte di Falvaterra e Rio Obaco), tra le più estese del Lazio.
All'inizio del '900, nel tentativo di delineare dei confini geografici al termine popolare romanesco "Ciociaria" ("Ciocieria", utilizzato come termine spregiativo per alcuni territori poveri intorno Roma e poi erroneamente, a partire dal periodo fascista, per la provincia di Frosinone), la geografa Adele Bianchi propose i Monti Ausoni come l'estrema propaggine meridionale.

## Cime
- Cima del Nibbio, 1052 m s.l.m.
- Monte Chiavino, 1028 m s.l.m.
- Monte Calvilli, 1116 m s.l.m.
- Monte delle Fate (antico mons Tifata), 1090 m s.l.m.
- Monte Calvo, 1041 m s.l.m.
- Monte Schierano, 892 m s.l.m.
- Monte Cappello, 798 m s.l.m.

## Parco regionale Monti Ausoni e Lago di Fondi
Il 19 novembre 2008 è stato istituito il Parco naturale regionale monti Ausoni e lago di Fondi, che occupa una superficie di 12 909 ettari.